# Maduració de l'afinitat
En immunologia, la maduració de l'afinitat és un procés pel qual els limfòcits B produeixen nous anticossos amb cada vegada més afinitat per l'antigen durant el curs d'una resposta immunitària. Amb les repetides exposicions al mateix antigen, l'hoste produirà anticossos d'afinitats successivament grans. Una resposta secundària pot provocar que els anticossos augmentin diversos ordres de magnitud a la seva afinitat respecte a la resposta primària. Es pensa que el procés implica altres dos interrelacionats que tenen lloc en els centres germinals dels òrgans limfoides:
1. Hipermutació somàtica (SHM): Polimorfismes en les regions variables que codifiquen la regió d'unió a antígens (conegudes com a regions determinants de la complementarietat) dels gens d'immunoglobulina que s'acumulen clonalment amb els repetits estímuls, per un procés mitjançat per la citidín desaminasa induïda per activació. Aquests polimorfismes alteren estocàstica l'especificitat i l'afinitat de la unió dels anticossos produïts per una progènie cel·lular.[1][2]
2. Selecció clonal: Els limfòcits B que han patit SHM han de competir pels recursos de creixement limitats, incloent la disponibilitat d'antígens. Les cèl·lules dendrítiques fol·liculars (FCDs) dels centres germinals presenten l'antigen als limfòcits B, i només les progènies de limfòcits B que presentin les majors afinitats són seleccionades per sobreviure, mentre que les altres són destruïdes. Després de diverses rondes de selecció, els anticossos secretats resultants adquireixen un increment efectiu en l'afinitat per l'antigen.[2]